# Zusmarshausen
Zusmarshausen – gmina targowa w Niemczech, w kraju związkowym Bawaria, w rejencji Szwabia, w regionie Augsburg, w powiecie Augsburg. Leży w Parku Natury Augsburg – Westliche Wälder, ok. 22 km na zachód od Augsburga, nad rzeką Zusam, przy autostradzie A8 i drodze B10.

## Polityka
Wójtem gminy jest Albert Lettinger, rada gminy składa się z 20 osób.
|      | CSU | SPD/Aktives Bürgerforum | FWV | Wollbacher Wählerliste | Razem |
| 2008 | 7   | 4                       | 9   | -                      | 20    |
| 2002 | 8   | 4                       | 7   | 1                      | 20    |